# الغزو الإسباني لإمبراطورية إنكا
```
يُعد 
الغزو الإسباني لإمبراطورية إنكا
 إحدى الحملات الأكثر أهمية في 
الاستعمار الإسباني للأمريكتين
.
[
2
]
[
3
]
[
4
]
 فبعد سنوات من الاستكشافات الأولية والمناوشات العسكرية، قام 169 جنديًا إسبانيًا بقيادة فرانشيسكو بيزارو والحلفاء من السكان الأصليين باحتلال 
إنكا سابا
 
أتاوالبا
 في معركة كاخاماركا عام 1532. وكانت هذه الخطوة الأولى في حملة طويلة استمرت لعقود من القتال ولكنها انتهت بالانتصار الإسباني واستعمار المنطقة المسماة بمملكة بيرو الإسبانية. وأدى فتح إمبراطورية إنكا إلى شن حملات موازية في المناطق المعروفة حاليًا بشيلي وكولومبيا وإرسال بعثات إلى حوض الأمازون.
```

عندما وصل الإسبان إلى حدود إمبراطورية الإنكا في عام 1528، كانت الإمبراطورية تغطي مساحة كبيرة وكانت دون منازع أكبر الحضارات الأربع الكبرى للعصر ما قبل الكولومبي. امتدت إمبراطورية الإنكا جنوبًا من أنكومايو، التي تُعرف الآن بنهر باتيا، في جنوب كولومبيا الحالية حتى نهر المولي، الذي عُرف لاحقًا باسم تشيلي؛ وامتدت من جهة الشرق من المحيط الهادي إلى حافة غابات الأمازون، وغطت الإمبراطورية بعض التضاريس الجبلية على الأرض. في غضون أقل من قرن من الزمان، وسعت الإنكا إمبراطوريتها من مساحة أراضيها من نحو 400,000 كيلومتر مربع (150 ألف ميل مربع) في 1448 إلى 1,800,000 كيلومتر مربع (690 ألف ميل مربع) في عام 1528، قبل وصول الإسبان مباشرة. كانت هذه المساحة الشاسعة من الأراضي تختلف اختلافًا كبيرًا في الثقافات والمناخ. بسبب تنوع الثقافات والجغرافيا، سمحت إمبراطورية الإنكا للزعماء المحليين في العديد من مناطق الإمبراطورية بإدارة بلادهم بأنفسهم، وقد أشرف وراقب مسؤولو الإنكا أولئك الزعماء. بموجب الآليات الإدارية التي أنشأتها الإنكا، استجابت جميع أجزاء الإمبراطورية، وكانت جميعها خاضعة لسيطرة الإمبراطور المباشرة. يقدر العلماء أن عدد سكان إمبراطورية الإنكا كان يزيد عن 16 مليون نسمة.
يعتقد بعض العلماء، مثل جارد دايموند، أنه على الرغم من كون الغزو الإسباني السبب المباشر لانهيار إمبراطورية الإنكا دون أدنى شك، فمن المرجح أنها كانت قد تخطت ذروة ازدهارها حينها بالفعل وكانت تمر في مرحلة الانحدار مُسبقًا. في عام 1528، حكم الإمبراطور واينا كاباك إمبراطورية الإنكا، وقد نسب هذا الإمبراطور أصوله إلى «ملكٍ غريب» يدعى مانكو كاباك (بلغة كيشوا: المؤسس الملكي)، المؤسس الأسطوري لعشيرة الإنكا، التي نشأت وفقًا للتقاليد من كهف في منطقة تُسمى باكاريك تامبو.
كان واينا كاباك نجل الحاكم السابق، توبا إنكا (بلغة كيشوا: محاسب إنكا النبيل)، وحفيد باتشاكوتي، الإمبراطور الذي بدأ من خلال الغزو التوسعَ الهائل لإمبراطورية الإنكا من قاعدتها الثقافية والتقليدية في المنطقة المحيطة بقوسقو. عند وصوله إلى العرش، واصل واينا كاباك سياسة التوسع من خلال الغزو، وقاد جيوش الإنكا شمالًا إلى ما يُعرف اليوم باسم الإكوادور. رغم اضطراره إلى إخماد عدد من حركات التمرد خلال فترة حكمه، كانت شرعيته عند وفاته لا جدال فيها، كما كان حال أولوية سلطة الإنكا أيضًا.
أدى التوسع إلى ظهور مشاكله المرتبطة به. حافظت أجزاء عديدة من الإمبراطورية على ثقافاتها الخاصة وكانت في أفضل الأحوال مترددةً في مشاركتها في المشروع التوسعي. يبدو أن الامتداد الواسع للإمبراطورية، والتضاريس الوعرة للغاية للكثير من الأجزاء، وحقيقة أن جميع الاتصالات والسفر تجري سيرًا على الأقدام أو على متن قارب، قد تسببت جميعها في زيادة صعوبة الإدارة الفعالة لحكام الإنكا للإمبراطورية.
اعتمد واينا كاباك على أبنائه في توطيد حكمه. ورغم أنه كان لديه العديد من الأطفال الشرعيين وغير الشرعيين (المولود الشرعي ينتمي لأحد زوجات الإمبراطور، بموجب نظام الإنكا)، كان لولدين منهم فقط أهمية تاريخية. كان الأمير توبا قوسي والبا، المعروف أيضًا باسم واسكار، ابن كويا ماما راهوا أوكلو ذات النسب الملكي. وكان الثاني يدعى أتاوالبا، وهو الابن غير الشرعي الذي ولدته على الأرجح ابنة آخر ملك مستقل لمملكة كيتو، إحدى الدول التي غزاها واينا كاباك أثناء توسيع إمبراطورية الإنكا. لعب هذان الابنان أدوارًا محوريةً في السنوات الأخيرة لإمبراطورية الإنكا.
كان الغازي الإسباني بيثارو ورجاله قد تلقوا مساعدةً كبيرة في مشروع غزوهم عندما كانت إمبراطورية الإنكا في خضم حرب خلافة بين الأميرين واسكار وأتاوالبا. قضى أتاوالبا على ما يبدو وقتًا أطول مع وايانا كاباك أثناء السنوات التي كان خلالها في الشمال مع الجيش الذي يغزو الإكوادور، وهذا ما منح أتاوالبا أفضلية الانتصار بالحرب، وأفسح له إنشاء علاقات أفضل مع الجيش وكبار جنرالاته. عندما توفي كل من واينا كاباك وابنه الأكبر ووريثه المُعين، نينان كويتشيتش، فجأةً في عام 1528 بسبب مرض الجدري، وهو مرضٌ أدخله الإسبان إلى الأمريكتين، تُرك سؤال من سيفوز بعرش الإمبراطورية دون إجابة. توفي واينا قبل أن يسمي الوريث الجديد.
حين توفي واينا كاباك، كان واسكار في العاصمة قوسقو بينما كان أتاوالبا في كيتو مع الجزء الرئيسي لجيش الإنكا. كان واسكار قد أعلن نفسه الإنكا سابا (أي «الإمبراطور الوحيد») في قوسقو، لكن الجيش أعلن ولاءه لأتاوالبا. أدى النزاع الذي نشب إلى اندلاع الحرب الأهلية في إمبراطورية الإنكا.

## التسلسل الزمني للأحداث في السنوات الأخيرة لإمبراطورية الإنكا
• 1526-1529 - أجرى فرانثيسكو بيثارو ودييغو دي ألماغرو أول اتصال بإمبراطورية الإنكا في مدينة تومبيس، معقل الإنكا في أقصى الشمال على طول الساحل.
• 1528 - وفاة إمبراطور الإنكا واينا كاباك بعد إصابته بالجدري الذي أتى به الأوروبيون إلى القارة. أشعل موته حربًا أهلية بين نجليه: أتاوالبا وواسكار.
• 1528-1529 - يعود بيثارو إلى إسبانيا حيث تمنحه ملكة إسبانيا الضوء الأخضر لغزو البيرو.
• 1531-1532 - رحلة بيثارو الثالثة إلى البيرو. يشكل الإسبان رابطة مع السكان الأصليين (شعب الوانكا، وشعب الشانكا، وشعب الكانياري، وشعب التشاتشابويا) الذين كانوا يعانون الظلم تحت حكم إمبراطورية الإنكا، ويضمهم بيثارو إلى قواته لمواجهة إمبراطورية الإنكا. يقع أتاوالبا في أسر الإسبان.
• 1533 - يُعدم أتاوالبا بعد أن أمر بقتل واسكار، ويصل دي ألماغرو، ويُخضع بيثارو قوسقو ويُنصِّب مانكو إنكا، البالغ من العمر 17 عامًا، إمبراطورًا جديدًا على الإنكا
• 1535 - يؤسس بيثارو مدينة ليما، ويغادر دي ألماغرو إلى ما يدعى التشيلي في يومنا الحاضر.
• 1536 - يسرق غونثالو بيثارو زوجة مانكو إنكا، كورا أوكلو. يثور مانكو ويحيط بقوسقو. يُقتل خوان بيثارو، ويهاجم جنرال الإنكا كويثو يوبانكي مدينة ليما.
• 1537 - ينتزع ألماغرو مدينة قوسقو من هرناندو وجونثالو بيثارو. يُقدم رودريغو أورغونييث على إقالة فيتكوس ويلقي القبض على نجل مانكو إنكا، تيتو كوسي. يفر مانكو هاربًا إلى فيلكابامبا، التي أصبحت عاصمة ولاية نيو إنكا.
• 1538 - يأمر هرناندو بيثارو بإعدام دييغو دي ألماغرو.
• 1539 - يغزو غونثالو بيثارو فيلكابامبا وينهبها، ويلوذ مانكو إنكا بالفرار ولكن فرانثيسكو بيثارو يعدم زوجة مانكو، كورا أوكلو.
• 1541 - يُقتل فرانثيسكو بيثارو على يد دييغو دي ألماغرو الثاني وأنصار آخرين لألماغرو.
• 1544 - يُقتل مانكو إنكا على يد أنصار دييغو دي ألماغرو. يستمر شعب الإنكا بثورته.
• 1572 - يُعلن نائب رئيس البيرو، فرانثيسكو توليدو، الحرب على ولاية نيو إنكا، ويُقال فيلكابامبا ويُلقى القبض على توباك أمارو، آخر إمبراطور للإنكا، ويُعدم في قوسقو. تُهجر عاصمة نيو إنكا، فيلكابامبا، ويُجلي الإسبان السكانَ وينقلونهم إلى مدينة سان فرانسيسكو دي لا فيكتوريا دي فيلكابامبا المسيحية التي أُنشئت حديثًا.

## بداية الصراع
أضعفت الحرب الأهلية بين أتاوالبا وواسكار الإمبراطورية قبل صراعها مع الإسبان. يشكك المؤرخون في قدرة إمبراطورية الإنكا الموحدة على هزيمة الإسبان على المدى الطويل بسبب عوامل تتعلق بارتفاع معدل الوفيات نتيجةً للإصابة بالمرض وما يرتبط به من اضطراب اجتماعي، وتفوق تقانة الغزاة العسكرية، الذين يمتلكون الخيول، والكلاب، والدروع المعدنية، والسيوف، والمدافع، والأسلحة النارية، التي كانت بدائية لكن فعالة في الآن ذاته. بدا أن أتاوالبا قد تمتع بشعبية أكبر لدى الناس من تلك الشعبية التي حظي بها أخيه، ومن المؤكد أنه كان يحصل على تقدير الجيش أكثر منه، والذي كان مركزه في مقاطعة كيتو الشمالية التي فُتحت مؤخرًا.
في بداية النزاع، سيطر كل شقيق على منطقة النفوذ الخاصة به، إذ كانت منطقة نفوذ أتاوالبا آمنةً في الشمال، وسيطر واسكار على عاصمة قوسقو وعلى الأراضي الكبيرة باتجاه الجنوب، بالإضافة إلى المنطقة المحيطة ببحيرة تيتيكاكا. قدمت هذه المنطقة الإمدادات لأعداد كبيرة من قوات واسكار. بعد فترةٍ من اتخاذ المواقف والمناورات الدبلوماسية على المنصب، اندلعت حربٌ مفتوحة. بدا واسكار على أهبة الاستعداد لإنهاء الحرب بسرعة، لأن القوات الموالية له أسرت أتاوالبا بينما كان يحضر مهرجانًا في مدينة توميبامبا. ومع ذلك، سُرعان ما هرب أتاوالبا وعاد إلى كيتو. وتمكن هناك من حشد ما يُقدر بنحو 30 ألف جندي على الأقل، بينما تمكن واسكار من حشد العدد نفسه من الجنود، إلا أنهم كانوا أقل خبرة.
أرسل أتاوالبا قواته جنوبًا تحت قيادة اثنين من جنرالاته الرئيسيين، تشالاكوتشيما وكويسكوس، اللذين قادا سلسلةً من الانتصارات المتعاقبة والتي سرعان ما جلبتهما إلى أعتاب بوابات قوسقو. في اليوم الأول من معركة قوسقو، نالت القوات الموالية لواسكار الأفضلية الأولية. ومع ذلك، قاد واسكار شخصيًا في اليوم الثاني هجومًا «مُباغتًا» طائشًا، والذي كان لدى الجنرالين تشالاكوتشيما وكويسكويس علمٌ مسبق بحدوثه. في المعركة التي تلت ذلك، أُلقي القبض على واسكار، وانهارت المقاومة بالكامل. أرسل الجنرالان المنتصران رسالة إلى الشمال بواسطة الساعي تشاسكوي إلى أتاوالبا، الذي انتقل جنوبًا من كيتو إلى ينابيع المنتجع الملكي خارج كاخاماركا. وصل الساعي بنبأ النصر النهائي في نفس اليوم الذي نزل فيه بيثارو وفرقته الصغيرة من المغامرين، بالإضافة إلى بعض الحلفاء من السكان الأصليين، من جبال الأنديز باتجاه مدينة كاخاماركا.